# Wild Night
«Wild Night» es una canción del músico norirlandés Van Morrison publicada en el álbum de 1971 Tupelo Honey y como sencillo el mismo año, con "When That Evening Sun Goes Down" como cara B.
Tom Magginis en Allmusic describió "Wild Night" como: "un efusivo R&B de Stax de tres minutos y medio, impulsado por la dulce guitarra de Ronnie Montrose con tal calidad que enorgullecería a Steve Cropper".
La letra describe una perfecta noche juvenil desde sus primeros versos:
| "As you brush your shoes and stand before the mirror, And you comb your hair, And grab your coat and hat, And you walk, wet streets, Trying to remember All the wild night breezes in your memory ever". | "Tal y como lustras tus zapatos y estás ante el espejo, Y peinas tu cabello, Y agarras yu abrigo y tu sombrero, Y caminas, calles mojadas, Intentando recordar Todas las brisas de noches salvajes en tu memoria". |

David Cavanagh, en su reseña de Tupelo Honey para la revista Uncut, dijo de "Wild Night": "Grabada en directo en estudio (tal y como son los álbumes de Morrison), suena muy sofisticado para un clásico de 2007, como si un acelerado Steely Dan conociese a Allen Toussaint. Es fluida pero meticulosa, ultraensayada pero sin gran esfuerzo. Promete una fiesta".
"Wild Night" fue incluida en el puesto 747 en el libro de Dave Marsh The Heart of Rock and Soul, The 1001 Greatest Singles Ever.

## En otros álbumes
- "Wild Night" se ha convertido en uno de los temas clásicos en los conciertos de Morrison, y fue interpretada como tema de cierre el primer día de su actuación en el Austin City Limits Music Festival en septiembre de 2006. El tema fue incluido en el álbum de edición limitada Live at Austin City Limits Festival.
- "Wild Night" es también una de las canciones en directo publicadas en el DVD Live at Montreux 1980/1974 en 2006.
- Fue usada en la banda sonora de la película Thelma & Louise, y como tal fue incluida en el álbum recopilatorio de 2007 Van Morrison at the Movies - Soundtrack Hits.
- Fue incluida en el álbum recopilatorio de 2007 Still on Top - The Greatest Hits.

## Personal
- Van Morrison: guitarra y voz
- Ronnie Montrose: guitarra
- Bill Church: bajo
- Luis Gasca: trompeta
- Gary Mallaber: percusión
- John McFee: pedal steel guitar
- Rick Schlosser: batería
- Jack Schroer: saxofones alto y soprano

## Versiones
- Una versión de "Wild Night" fue grabada por John Mellencamp y Meshell Ndegeocello y publicada como sencillo en 1994. La versión alcanzó el puesto 3 en la lista de sencillos de Billboard en verano de 1994 y permaneció en las listas durante 33 semanas.
- Polly Brown
- Richie Havens
- Martha Reeves
- Doug Spartz
- Amazing Rhythm Aces
- The Fabulous Chancellors
- David West
- Johnny Rivers